# 3-cheto-steroide reduttasi
La 3-cheto-steroide reduttasi è un enzima appartenente alla classe delle ossidoreduttasi, che catalizza la seguente reazione:
4α-metil-5α-colest-7-en-3β-olo + NADP+ ⇄ 4α-metil-5α-colest-7-en-3-one + NADPH + H+
L'enzima agisce anche sul 5α-colest-7-en-3-one.